# Kevin Kelsy
Kevin Jesús Kelsy Genez (Valencia, 27 de julio de 2004) es un futbolista venezolano que juega como delantero en el Portland Timbers de la MLS.

## Trayectoria

### Mineros de Guayana
Habiendo irrumpido en el primer equipo de Mineros de Guayana en 2021, debutó profesionalmente el 7 de mayo del mismo año frente al Caracas FC y se consolidó en la temporada 2022, anotando sus primeros goles para el club.

### Shajtar Donetsk
En enero de 2023 fue fichado por el Boston River de Uruguay, pero días después, el 31 de enero fue comprado por el Shajtar Donetsk de la Liga Premier de Ucrania hasta 2027, a cambio de 1 millón de euros. Esto durante la invasión rusa de Ucrania.
El 12 de marzo convirtió su primer gol con el equipo ucraniano por la primera división de dicho país, y el 16 del mismo mes, marcó su primer tanto en competencias europeas en la Europa League 2022-23 a la edad de 18 años, convirtiéndose en el venezolano más joven en anotar en cualquier competición internacional europea, y el más joven de igual manera del equipo ucraniano —además de ser el cuarto más joven en toda la historia de la competición—. En esa misma primera temporada logra coronarse campeón con el equipo ucraniano de la Primera División de Ucrania. Kelsy logró alzarse con el título en la primera división de Ucrania a los 18 años, 10 meses y un día, siendo el jugador venezolano más joven en ganar un título de liga en Europa.
En la Liga de Campeones de la UEFA 2023-24 —siendo su primer partido en dicha competición—, marcó su primer gol en la derrota 3-1 frente al Oporto, convirtiéndose así en el jugador venezolano más joven en anotar en un partido de Liga de Campeones, con 19 años, 1 mes y 20 días. Además, se convirtió en el cuarto futbolista sudamericano más joven en anotar en competiciones europeas detrás de Roque Santa Cruz (18 años y 71 días), Lionel Messi (18 años, 4 meses y 9 días) y Rodrygo Goes (18 años, 9 meses y 29 días).

### FC Cincinnati
En abril de 2024 fue cedido desde el equipo ucraniano al FC Cincinnati de la MLS por un año con opción de compra.

## Selección nacional

### Juveniles
El 4 de octubre de 2022 debutó con la selección sub-20 de Venezuela por los Juegos Suramericanos de 2022, convirtiendo 2 goles en 3 partidos. Igualmente fue parte del plantel que disputó el Sudamericano Sub-20 de 2023, en el cual disputó 8 partidos sin lograr anotar.

#### Participaciones internacionales
| Competición                   | Sede      | Resultado    | Partidos | Goles |
| ----------------------------- | --------- | ------------ | -------- | ----- |
| Juegos Suramericanos de 2022  | Paraguay  | Primera fase | 3        | 2     |
| Sudamericano Sub-20 de 2023   | Colombia  | Sexto lugar  | 8        | 0     |
| Preolímpico Sudamericano 2024 | Venezuela | Segunda fase | 5        | 2     |

## Estadísticas

### Clubes
Actualizado al 30 de mayo de 2024
| Club                           | Div.          | Temporada     | Liga  | Liga  | Copas nacionales | Copas nacionales | Copas internacionales | Copas internacionales | Total | Total |
| Club                           | Div.          | Temporada     | Part. | Goles | Part.            | Goles            | Part.                 | Goles                 | Part. | Goles |
| ------------------------------ | ------------- | ------------- | ----- | ----- | ---------------- | ---------------- | --------------------- | --------------------- | ----- | ----- |
| Mineros de Guayana · Venezuela | 1.ª           | 2021          | 8     | 0     | –                | –                | –                     | –                     | 8     | 0     |
| Mineros de Guayana · Venezuela | 1.ª           | 2022          | 23    | 5     | –                | –                | –                     | –                     | 23    | 5     |
| Mineros de Guayana · Venezuela | Total club    | Total club    | 31    | 5     | 0                | 0                | 0                     | 0                     | 31    | 5     |
| Shajtar Donetsk · Ucrania      | 1.ª           | 2022-23       | 14    | 5     | –                | –                | 3                     | 1                     | 17    | 6     |
| Shajtar Donetsk · Ucrania      | 1.ª           | 2023-24       | 13    | 2     | 2                | 0                | 5                     | 1                     | 20    | 3     |
| Shajtar Donetsk · Ucrania      | Total club    | Total club    | 27    | 7     | 2                | 0                | 8                     | 2                     | 37    | 9     |
| FC Cincinnati Estados Unidos   | 1.ª           | 2024          | 6     | 6     | 0                | 0                | 0                     | 0                     | 6     | 6     |
| FC Cincinnati Estados Unidos   | Total Club    | Total Club    | 6     | 6     | 0                | 0                | 0                     | 0                     | 6     | 6     |
| Total carrera                  | Total carrera | Total carrera | 64    | 15    | 2                | 0                | 8                     | 2                     | 74    | 20    |

## Palmarés

### Títulos nacionales
| Título                  | Club            | País    | Año     |
| ----------------------- | --------------- | ------- | ------- |
| Liga Premier de Ucrania | Shajtar Donetsk | Ucrania | 2022-23 |
| Liga Premier de Ucrania | Shajtar Donetsk | Ucrania | 2023-24 |
| Copa de Ucrania         | Shajtar Donetsk | Ucrania | 2023-24 |